# Јархелис Савињ
Јархелис Савињ (шп. Yargelis Savigne; Гвантанамо, 13. новембар 1984) је кубанска атлетичарка која се такмичи у скоку удаљ и троскоку.
Први излазак на званична међунаросдна такмичења је Светском првенству за јуниоре 2002. у Кингстону на Јамајци и у скоку удаљ заузима 6 место са резултатом 6,00 метара.
Њен међународни успех долази 2005, када је, такмичећи се у обе дисциплине на Светском првенству у Хелсинкију, освојила сребрну медаљу у троскоку личним рекордом 14,82 m и четврто место у скоку удаљ. Њена форма напредује и на Финалу Светског купа осваја треће место резултатом 14,81 m.
На Светском првенству 2007. у Осаки освојила је златну медаљу троскок, даљином од 15,28 m. коју потврђује и на Светском првенству у дворани 2008. у Валенсији.
Савињ је висока 1,65 m, а тешка 63 kg.

## Значајнији резултати у троскоку
| Год. | Такмичење                   | Место                        | Пласман | Резултат    |
| ---- | --------------------------- | ---------------------------- | ------- | ----------- |
| 2005 | Светско првенство           | Хелсинки, Финска             | 2       | 14,82 ЛР    |
| 2005 | Светско атлетско финале     | Монте Карло, Монако          | 3       | 14,81       |
| 2006 | Светско првенство у дворани | Москва, Русија               | 5       | 14,72 ЛР    |
| 2007 | Панамеричке игре            | Рио де Женеиро, Бразил       | 1       | 14,80 ЛР    |
| 2007 | Светско првенство           | Осака, Јапан                 | 1       | 15,28 ЛР    |
| 2007 | Светско атлетско финале     | Штутгарт, Немачка            | 1       | 14,78       |
| 2008 | Светско првенство у дворани | Валенсија, Шпанија           | 1       | 15,05 ЛР    |
| 2008 | Олимпијске игре             | Пекинг, Кина                 | 5       | 15,05       |
| 2009 | Championnats CAC            | Хавана, Куба                 | 1       |             |
| 2009 | Светско првенство           | Берлин, Немачка              | 1       | 14,95       |
| 2010 | Светско првенство у дворани | Доха, Катар                  | 2       | 14,86 (ЛРС) |
| 2010 | Дијамантска лига            |                              | 1       |             |
| 2010 | Континентални куп           | Сплит, Хрватска              | 3       | 14,63       |
| 2011 | Светско првенство           | Тегу, Јужна Кореја           | 6       | 14,43       |
| 2011 | Панамеричке игре            | Гвадалахара                  | 2       | 14,36       |
| 2012 | Светско првенство у дворани | Истанбул, Турска             | 4       | 14,28       |
| 2012 | Олимпијске игре             | Лондон, Уједињено Краљевство | 9       | 14,12       |

## Значајнији резултати у скоку удаљ
| Год.  | Такмичење                    | Место             | Пласман | Резултат |
| ----- | ---------------------------- | ----------------- | ------- | -------- |
| 2002  | Светско првенство за јуниоре | Кингстон, Јамајка | 6       | 6,00     |
| 2005  | Светско првенство            | Хелсинки, Финска  | 4       | 6,69     |
| 2006  | Светско првенство у дворани  | Москва, Русија    | 6       | 6,51     |
| 2008  | Олимпијске игре              | Пекинг, Кина      | 9       | 6,49     |
| 1010. | Континентални куп            | Сплит, Хрватска   | 3       | 6,63     |

### Лични рекорди
- на отвореном:

скок удаљ — 6,91 м 29. јун 2010. Ремс, Француска
троскок — 15,28 м 31. август 2000, Осака, Јапан
- у дворани

скок удаљ — 6,79 м 3. фебруар 2007, Штутгарт, Немачка
троскок — 15,05 м 8. март 2008, Валенсија, Шпанија